# Dolgok internetje
A dolgok internete (angolul: Internet of Things, rövidítve: IoT) lényegében olyan különböző, egyértelműen azonosítható elektronikai eszközöket jelent, amelyek képesek felismerni valamilyen lényegi információt, és azt egy internet alapú hálózaton egy másik eszközzel kommunikálni. A fogalom más szavakkal hálózatba kötött „intelligens” eszközöket takar, amelyek a beépített érzékelők és szenzoroknak köszönhetően képesek adatokat gyűjteni. Ez a technológia és mellette az 5G gyorsuló ütemben fejlődik, illetve terjed.

## Lehetséges felhasználási területei
Az intelligens („okos”) eszközök lehetnek háztartási vagy egészségügyi berendezések, irodai eszközök, de akár testünkön viselhető (pl. okosóra) technológiák is. 
A dolgok internetje egyik gyakorlati alkalmazása az ún. okosotthon, vagyis az egymással és a működtető személlyel hálózati kapcsolatban álló, egyes fizikai tárgyakba és eszközökbe beágyazott elektronika gyűjtőfogalma, amelyet szoftverek és érzékelők (szenzorok) tesznek lehetővé.
A közlekedés biztonságát növelik a hálózatba kapcsolt autók (connected cars). Az ilyen kocsik állandó internetkapcsolattal rendelkeznek és valós időben kaphatnak információt a környezetükben lévő egyéb járművek mozgásáról, az általános forgalmi helyzetről, az időjárásról, stb. Ha baleset történik, akkor a beépített automatikus segélyhívó rendszer értesíti az erre kijelölt központot, amely szükség esetén segítséget küld a bajba jutott autósnak, akinek ismeri a tartózkodási helyét.   Lehetővé válik a szervizbe való bejelentkezés távolról és a hálózaton keresztül történő hibakeresés, autódiagnosztika.
Nagyon ígéretes az ipari felhasználás (angolul Industrial Internet of Things, IIoT). Ilyenkor a gyártásban, a szállításban kapnak nagy szerepet az IoT eszközök. Az otthoni felhasználásnál érzékenyebb, precízebb szenzorokat használnak az iparban és a helymeghatározásra képes technológia is gyakoribb. Az iparban sokkal nagyobb adattömeget kell feldolgozni, jellemző a Big data, a gépi tanulás (machine learning) és a felhőalapú számítástechnika (cloud computing).  Magyarországon is foglalkoznak már a vállalatok IIoT-vel. Ilyen például a MOL Magyar Olaj- és Gázipari Nyrt., amely víz-, áram-, gáz- és hőmennyiség-mérésre alkalmas mérőóráit kapcsolja hálózatba a fogyasztás monitorozása, szabályozása érdekében.
Az IIoT robbanásszerű növekedése azonban még várat magára, dacára annak, hogy a technológiai és piaci feltételek adottak. Ennek az az oka, hogy a vállalatoknál meglévő szakértelem és döntési hajlandóság egyelőre nem elegendő a technológia gyors elterjedéséhez. Nehezen találják meg azt a területet, amelyen az IIoT a legnagyobb hasznot hozza és az üzleti területek szakemberei nincsenek felkészülve a technológia fogadására, alkalmazására.

## Története
Az első „dolgok internetje” az az eszköz volt, amelyet az 1980-as évek elején az amerikai Pittsburgh-ben, a Carnegie Mellon University-n készített pár lelkes műszaki zseni. A számítógéptudományok tanszékének egyik hallgatója, David Nichols úgy találta, hogy a Coca-Cola automata túl messze van a tanszéktől és nem volt kedve odasétálni csak azért, hogy kiderüljön, nincs már kóla az automatában vagy éppen meleg az ital. Tudta, hogy létezik műszaki megoldás. Kérésére két hallgató, Mike Kazar és Ivor Durham, valamint a tanszék egyik kutatómérnöke, John Zsarnay elkészítette azt a szerkezetet, amellyel távolról is meg tudták állapítani, hogy van-e kóla a gépben és az elég hideg-e.
Az "Internet of Things" elnevezést azonban Kevin Ashton használta elsőként 1999-ben. Ashton a Procter & Gamble márkamenedzsereként el akarta érni, hogy a cég vezesse be az RFID technológiát a termékek, a készlet mozgásának követésére. Mivel akkor az internet nagy durranásnak számított, úgy gondolta, ha a prezentációjában szerepelteti az "internet" szót, nagyobb az esélye a sikerre. Ashton, mint a Massachusetts Institute of Technology-n működő Auto-ID Center egyik alapítója számos cégnél mutatta be prezentációját az RFID technológiáról, szponzorokat keresve. 2003-ra már 103 szponzora volt az Auto-ID Centernek. 
A dolgok internetje (Internet of Things, IoT) kifejezés a 2010-es években terjedt el világszerte. 2011-ben a Gartner piacelemző cég felvette az IoT-t a feltörekvő technológiák közé a Hype-Cycle jelentésében. 2014-ben a Google is letette a voksát az IoT mellett: felvásárolta a Nest Labs céget, amely wi-fi képes, szenzorokkal ellátott termékeket fejlesztett. Ugyanebben az évben az IoT volt a fő téma a Consumer Electronics Show-n (CES) Las Vegasban. Különböző kutatások 2018-ban 7 és 10 milliárd közé tették az IoT eszközök számát.
Városfejlesztési koncepcióként indultak el a dolgok internetje technológiát hasznosító  okos város (smart city) projektek. Magyarországon a kormány 2017-ben Monor városát jelölte ki az okos város pilot projekt megvalósításának helyszínéül.